# Brtnická žula
Brtnická žula či brtnický granit je typ převážně středně až hrubozrnné žuly, který se vyskytuje především v Brtníkách (část obce Staré Křečany) a blízkém okolí v Ústeckém kraji.

## Vlastnosti
Brtnická žula je typická svou červenou, oranžovou až růžovou barvou, kterou si zachovává i při zvětrávání. Nejčastěji je hrubozrnná či střednězrnná, méně často se vyskytuje drobnozrnná varianta. Charakteristickou barvu dává brtnické žule draselný živec, který silně převažuje nad dalšími zastoupenými živci (například albitem). Křemen má nejčastěji barvu šedavou až šedomodrou, která je typická i pro ostatní v regionu zastoupené granitoidy (především pro rumburskou žulu a lužický granodiorit). Ze slíd je zastoupen tmavý biotit, jenž bývá začasté chloritizován. Brtnická žula je místy, zvláště blíže k lužickému zlomu, kataklazovaná. Jako akcesorie jsou v ní přítomny apatit, magnetit, monazit, turmalín, titanit a rutil. Její stáří je odhadováno na přibližně 500 milionů let, přičemž její vznik je kladen do období kambria či spodního ordoviku. Brtnická žula je pouze málo prostoupena mladšími vulkanity (tefritem a čedičem); největším takovým průnikem je vrchol Vlčí hory (591 m). V místech, kde brtnická žula hraničí s dalšími horninami, má sklony vytvářet žulové (granitové) či méně často křemenné porfyry. Brtnická žula téměř nevytváří skalní výchozy.

## Využití
Protože je brtnická žula silně rozpraskaná a ve svrchních vrstvách zvětralá až do hloubky několika metrů, nenachází širšího využití jako stavební nebo dekorační kámen.

## Rozšíření
Brtnická žula vystupuje na povrch v bezprostředním okolí lužického zlomu. Její výskyt začíná při česko-německé státní hranici na jihovýchodě katastrálního území Mikulášovic a na severu saského Hinterhermsdorfu, odkud se rozšiřuje východním směrem přes Kopec, Brtníky, Panský až k Novým a Starým Křečanům, jižním směrem se pak vyskytuje na území města Krásná Lípa (místní části Vlčí Hora, Zahrady, Sněžná, Dlouhý Důl, Kyjov a Hely).
Významně je brtnická žula zastoupena na několika kopcích Šluknovské pahorkatiny, především na Vlčí hoře (591 m), Křížovém vrchu (446 m), Ptačím vrchu (562 m) u Panského, Plešném (593 m) a Ptačím vrchu (415 m) u vsi Kopec.

## Galerie

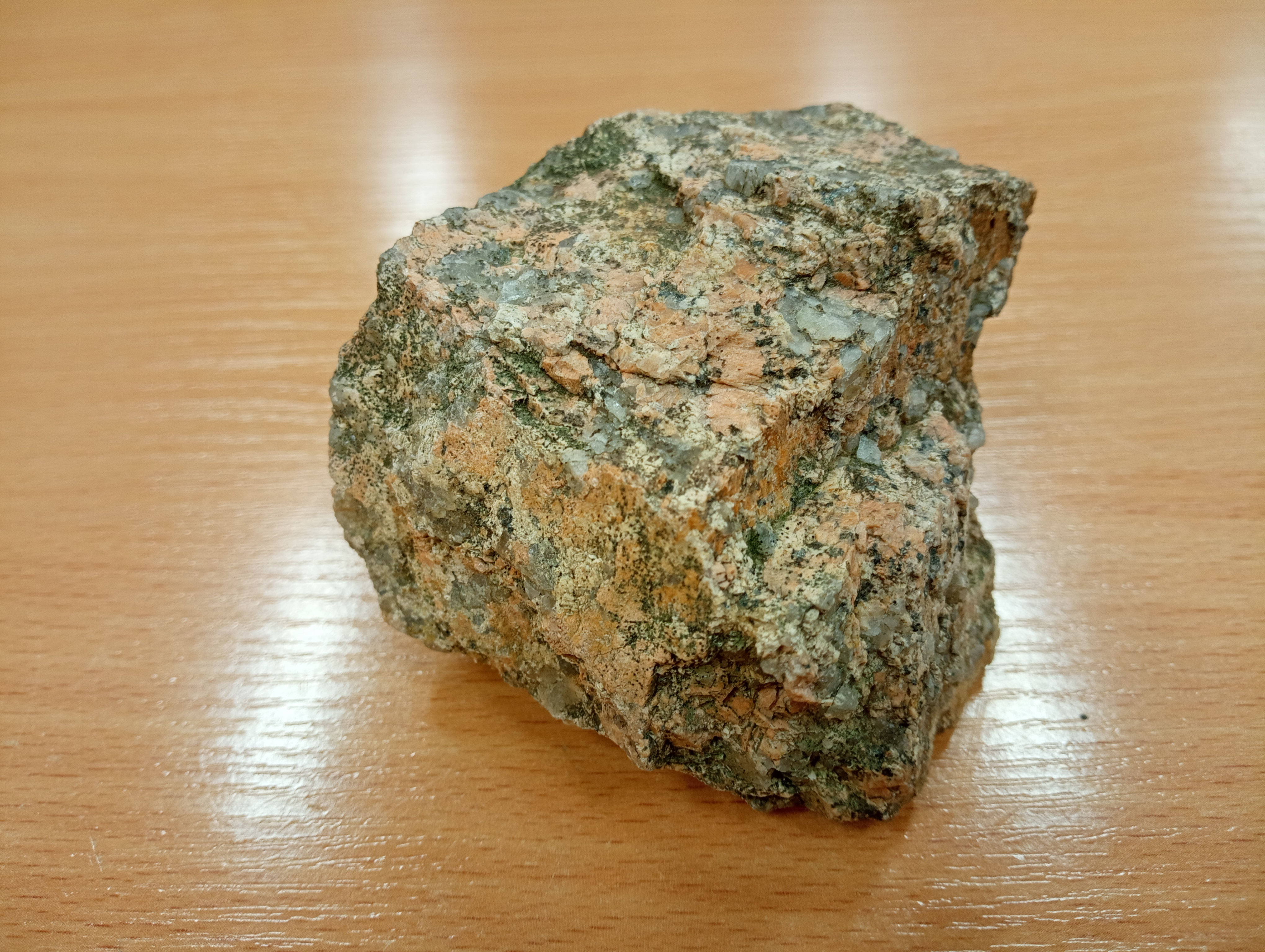
Hrubozrnná
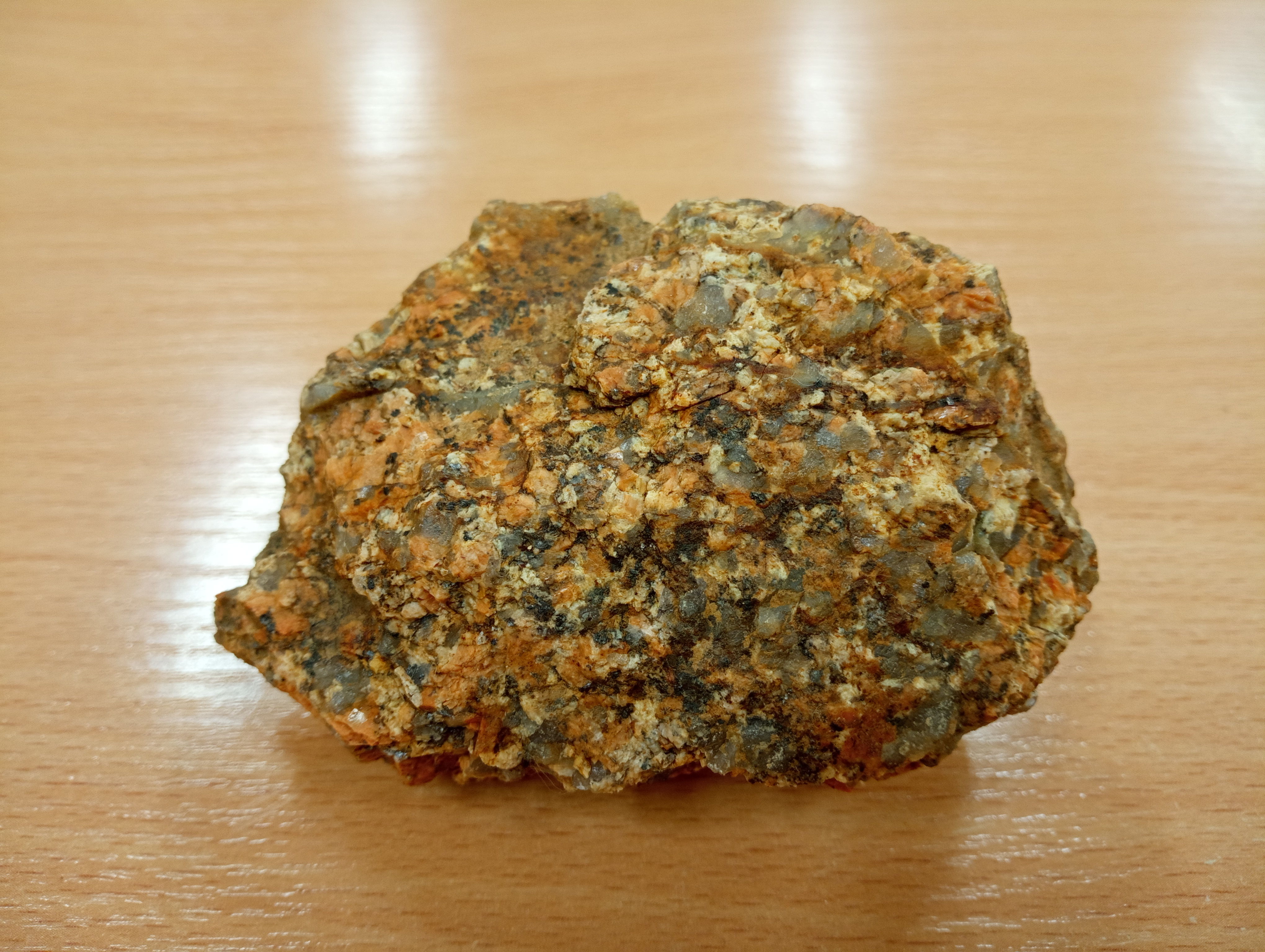
Střednězrnná, zvětralá
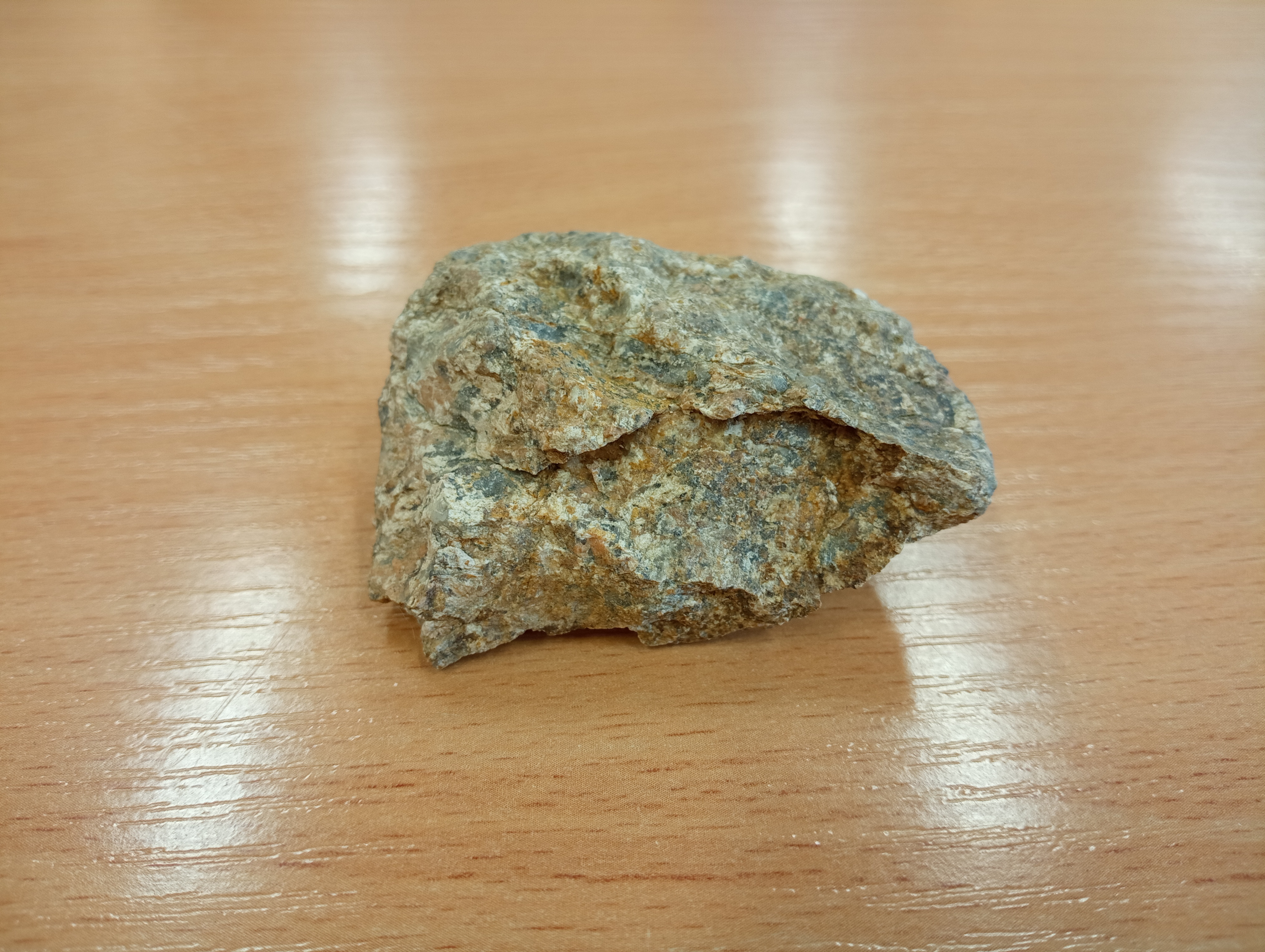
Drobno až střednězrnná
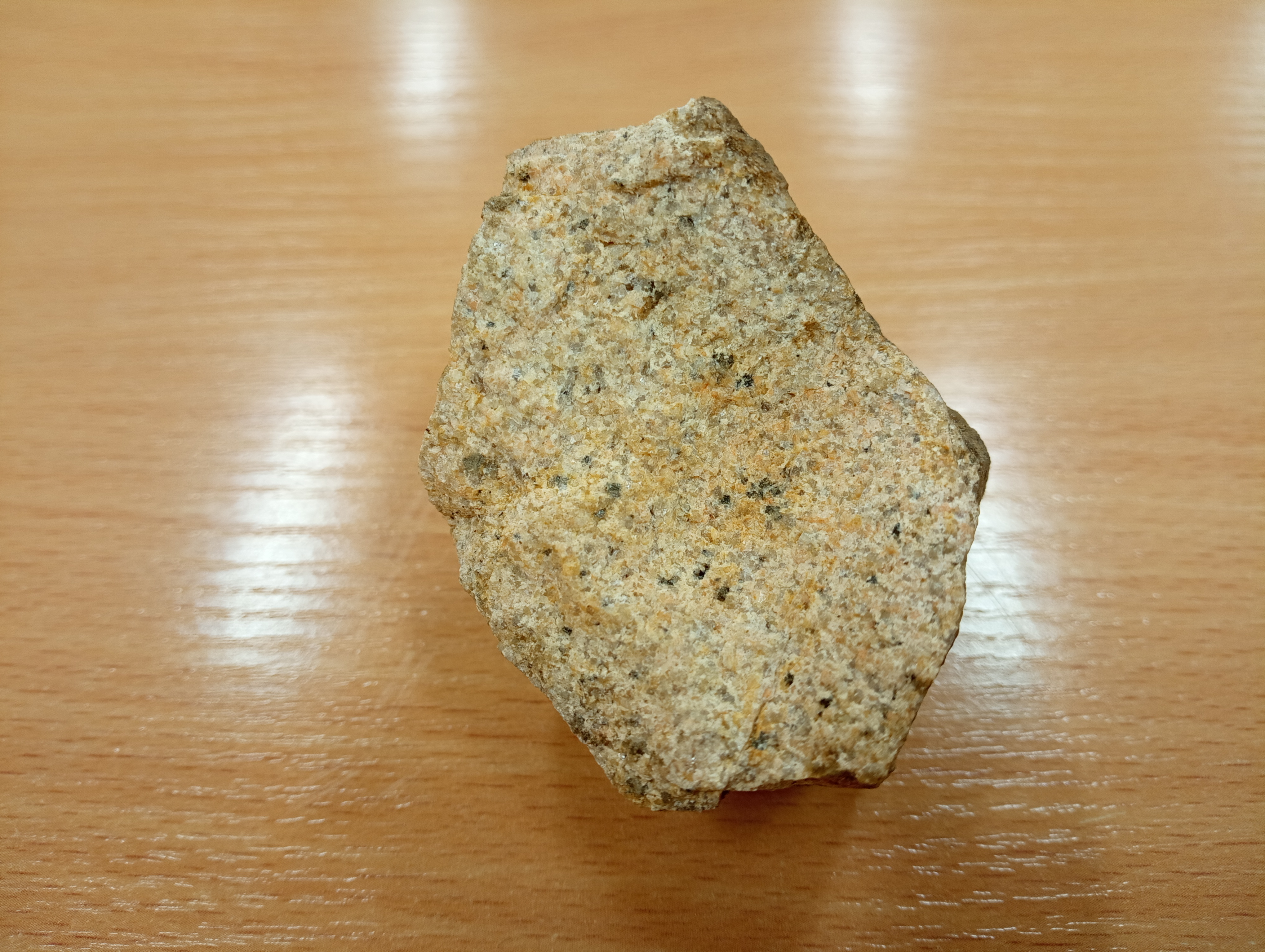
Drobnozrnná, porfyrická
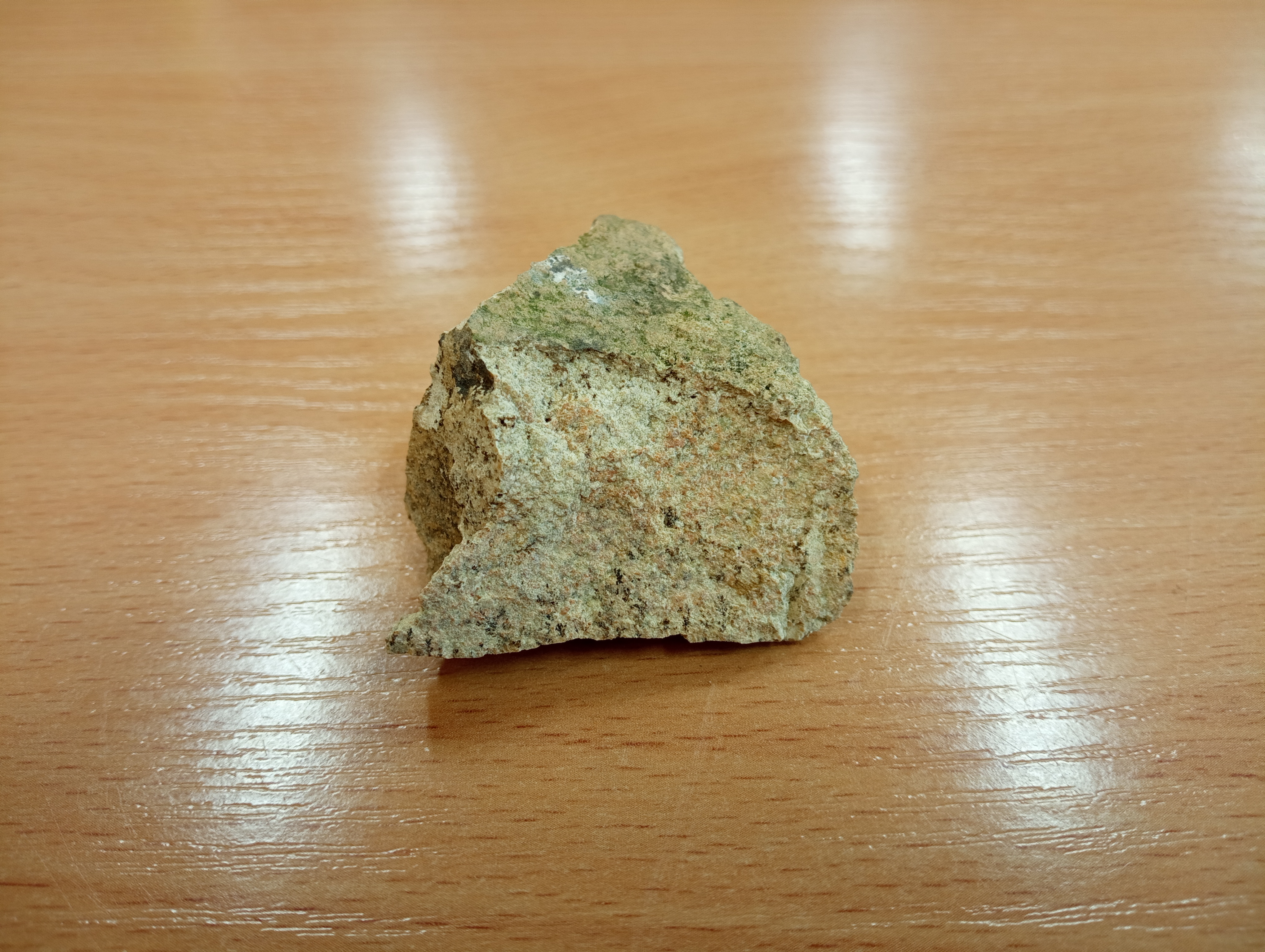
Porfyr
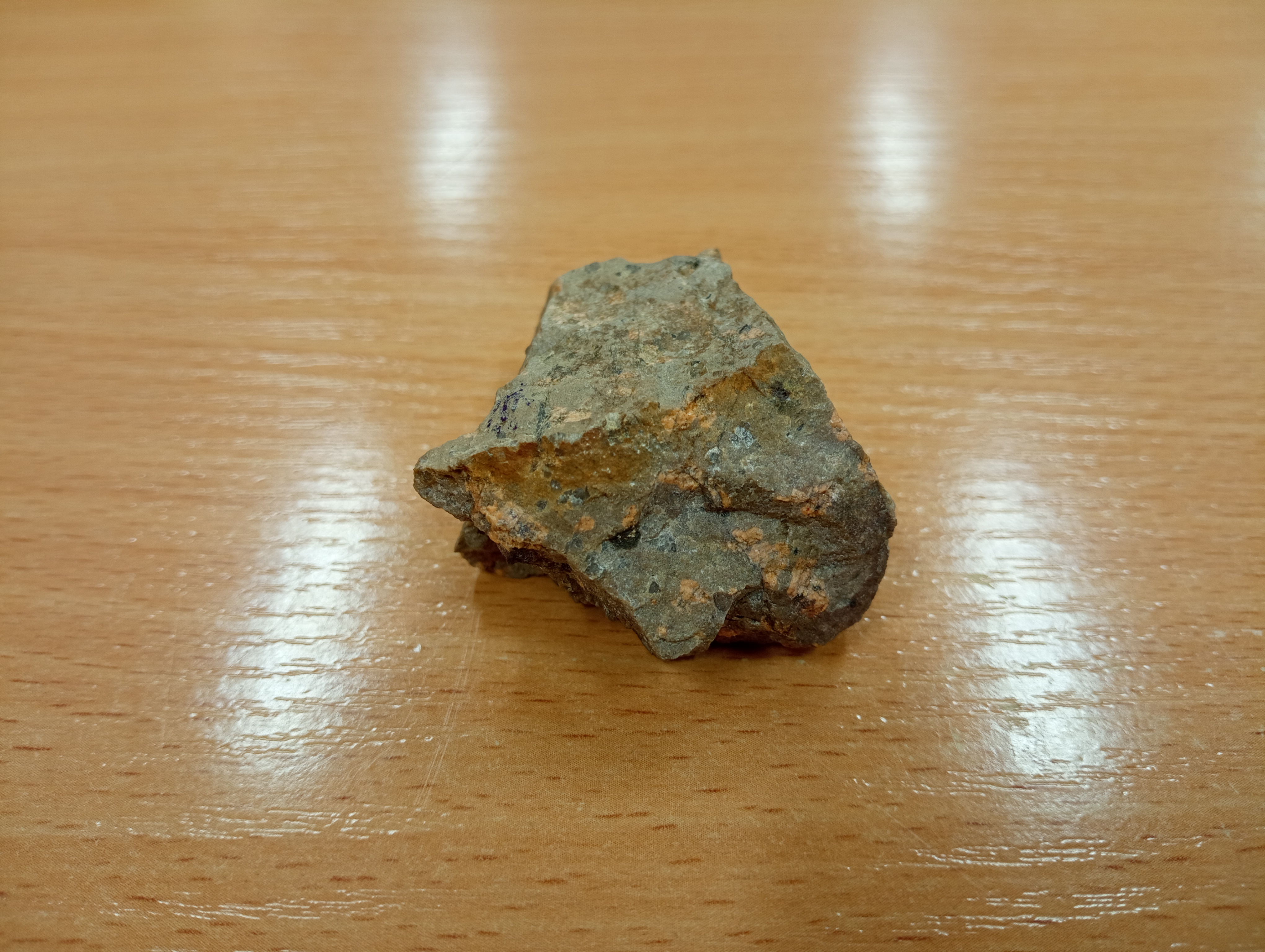
Porfyr